# Мікеле М'ян
Мікеле М'ян (італ. Michele Mian, 18 липня 1973) — італійський баскетболіст.
Срібний призер Олімпійських Ігор 2004 року, учасник 2000 року.
Чемпіон Європи 1999 року, бронзовий призер 2003 року.